# لقاح سبوتنيك في
لقاح سبوتنك في، أو سبوتنك 5 (بالروسية: Спутник V)‏ (بالإنجليزية: Sputnik V)‏ أو لقاح كوفيد لمركز غاماليا الوطني لأبحاث علوم الأوبئة والأحياء الدقيقة (Gam-COVID-Vac)، لقاح ناقل فيروسي غدي ضد مرض كوفيد-19 طوره مركز غاماليا الوطني لأبحاث علوم الأوبئة والأحياء الدقيقة في روسيا، وهو أول لقاح مسجل يحوي مزيجًا من النواقل الفيروسية للوقاية من كوفيد-19. سجلت وزارة الصحة الروسية اللقاح في 11 أغسطس من عام 2020.
وفقًا لكيرل ديمتريف، الرئيس التنفيذي لصندوق الاستثمار الروسي المباشر، يشير حرف v في اسم اللقاح إلى النصر «Victory» على مرض كوفيد-19. لكن في روسيا يشار إليه غالبًا باسم سبوتنك 5 نسبةً إلى الرقم الروماني V.
حاز اللقاح على الموافقة المبدئية للنشر في روسيا ومن ثم في 59 بلدًا آخر بحلول أبريل 2021 بناءً على النتائج البدئية للمرحلتين الأولى والثانية من الدراسة التي نُشرت نسختها النهائية في 4 سبتمبر 2020. تزامنت الموافقة على لقاح سبوتنك 5 في بداية أغسطس مع توجيه انتقادات واسعة في وسائل الإعلام الكبرى ونقاشات في المجتمع العلمي حول جواز الموافقة رغم غياب التأكيد العلمي القوي على أمان اللقاح وفعاليته.
بدأ النشر الطارئ للقاح على نطاق واسع في ديسمبر 2020 في بلدان مثل روسيا والأرجنتين وبيلاروس والمجر وصربيا وباكستان (بشكل أقل في باكستان) والإمارات العربية المتحدة. بحلول فبراير 2021، طُلبت أكثر من مليار جرعة من اللقاح للتوزيع المباشر في أنحاء العالم.

## التسمية
يُسمى اللقاح غام-كوفيد-فاك (بالإنجليزية: Gam-COVID-Vac)‏، وهي مُكونة من ثلاثة مقاطع، وهي:
- غام (Gam)، اختصارًا لمركز غاماليا الوطني لأبحاث علوم الأوبئة والأحياء الدقيقة، والذي كان قد أعلن في مايو 2020 عن تطويره للقاح.
- كوفيد (COVID)، اختصارًا مرض فيروس كورونا 2019 (بالإنجليزية: Coronavirus disease 2019)‏.
- فاك (Vac)، اختصارًا لكلمة لقاح (بالإنجليزية: Vaccine)‏.

وبالتالي، يكون معنى الاسم لقاح غماليا لكوفيد، أي لقاح مرض فيروس كورونا 2019 الذي طوره مركز غاماليا الوطني لأبحاث علوم الأوبئة والأحياء الدقيقة.

## الاستخدامات الطبية
يمكن تركيب اللقاح بطريقتين: محلول جاهز للاستخدم عند الإذابة بالماء المجمد في حرارة ثلاجة المنزل العادية التي تبلغ -18 درجة مئوية أو 0 درجة فهرنهايت، أو بشكل مسحوق مجفف بالتجميد يجب إعادة تكوينه بمزجه بماء عقيم قبل الاستخدام. تشابه الطريقة الأخيرة تلك المطبقة على لقاح الجدري لتجنب الحاجة لسلسلة تبريد مستمرة أو تخزين بالتبريد المتسلسل كما هو مطلوب في لقاح فايزر بيونتك وموديرنا، وهذا يسمح بالنقل إلى أماكن بعيدة دون خطر التلف.
تُعطى الجرعة الأولى (المبنية على الفيروسات الغدية 26) في اليوم الأول، والجرعة الثانية (المبنية على الفيروسات الغدية 5) في اليوم الحادي والعشرين لتعزيز الاستجابة المناعية. تُعطى كلتا الجرعتين حقنًا في العضلة الدالية.
لقاح سبوتنيك لايت لقاح مسجل مفرد الجرعة يتألف من الجرعة الأولى فقط من سبوتنك 5، وهو موجه للمناطق التي تشهد فاشيات حادة ومن المخطط أن يُستخدم كجرعة ثالثة (معززة) لمن تلقوا لقاح سبوتنك 5 قبل 6 أشهر على الأقل.

### الفعالية
في 29 يونيو 2021، صرح مدير مركز غاماليا دينيس لوجونف أن لقاح سبوتنك 5 فعال بنسبة 90% ضد المتحول ديلتا من فيروس كوفيد-19.

## الآثار الجانبية
تكون الآثار الجانبية خفيفةً عادةً ومشابهةً للقاحات ناقلات الفيروسات الغدية الأخرى مثل لقاحي أكسفور-آسترازينيكا وجونسون آند جونسون، لكن على عكس هذين اللقاحين، لا تقترح الأدلة وجود خطر نقص الصفيحات الخثاري المناعي المحرض باللقاح.

## علم الأدوية
لقاح سبوتنك 5 لقاح ناقل فيروسي بُني على فيروسين غديين مأشوبين معطلي الانتساخ: الفيروس الغدي 26 (النمط المصلي 26) والفيروس الغدي 5 (النمط المصلي 5). تحتوي الفيروسات جينًا يشفر بروتين الشوكة (قسيم فولفي) كامل الطول (إس) الخاص بسارس-كوف-2 لتحريض الاستجابة المناعية.
تحتوي كل جرعة على (1.0 ± 0.5) x 1011 جزيئًا من الجين. خضع كلا هذين النمطين إلى تعديلات لإزالة الجين إي 1 لمنع الانتساخ.

## الكيمياء
تتماثل المكونات الأخرى (السواغات) بين الجرعتين كميًا ونوعيًا.
- ثلاثي (هيدروكسي ميثيل) أمينو الميثان.
- كلوريد الصوديوم.
- سكروز.
- كلوريد المغنيسيوم.
- ثنائي أمين الإيثيلين رباعي حمض الأسيتيك.
- عديد السوربات
- إيثانول 95%.

لا يشمل اللقاح أي إضافات أو مكونات أخرى.

## التصنيع
أُنتجت كميات كبيرة من كلا الفيروسين الغديين من الخلايا الجنينية الكلوية البشرية 293 التي تحمل الجين إي 1 الضروري لانتساخ الفيروس. يمكن أن يكتسب النمط المصلي 5 من الفيروسات الغدية نادرًا النمط المصلي إي 1 من الخط الخلوي السابق، وبذلك يستعيد قدرته على الانتساخ. وضع مركز غاماليا حدودًا مقبولةً لعدد جزيئات الفيروسات المنتسخة في جرعة اللقاح لا تتجاوز 5,000 فيروس، وتقول وثائق ضبط الجودة أن الدفعات المفحوصة تحتوي أقل من 100 جسيم فيروس منتسخ في كل جرعة.
طُورت صناعة الشكل السائل المجمد من اللقاح للاستخدام على نطاق واسع لأنه أرخص وأسهل تصنيعًا. تستغرق صناعة الشكل المجفف بالتجميد وقتًا أطول ويستهلك مصارد أكثر رغم أنه أكثر ملاءمةً للتخزين والنقل. طُور هذا الشكل الأخير لإيصال اللقاح إلى المناطق صعبة الوصل في روسيا.
وفقًا لوسائل الإعلام الروسية، بدأ إنتاج لقاح سبوتنك 5 بكميات كبيرة في 15 أغسطس، وبحلول ذلك الوقت، تلقى الاتحاد الروسي بالفعل طلبات من 20 بلدًا للحصول على مليار جرعة من اللقاح. استطاعت ثلاث منشآت تصنيع نحو مليون جرعة في الشهر في كل منها مع إمكانية مضاعفة الإنتاج بحلول الشتاء. بحلول نهاية 2020، صرح المتحدث الرسمي باسم المنظمة في مقابلة إعلامية أن مركز غامالايا للأبحاث يخطط لإنتاج 3-5 مليون جرعة من اللقاح.
بحلول مارس 2021، رخص صندوق الاستثمار الروسي المباشر الإنتاج في كل من الهند والصين وكوريا الجنوبية والبرازيل. وقع الصندوق اتفاقية إنتاج في الاتحاد الأوروبي تخضع لموافقة وكالة الأدوية الأوروبية مع شركات في ألمانيا وفرنسا، ودخل في مفاوضات مع شركات إسبانية وسويسرية إيطالية. بحلول نهاية مارس 2021، توقع صندوق الاستثمار الروسي المباشر تصنيع 33 مليون جرعة من اللقاح في روسيا، وهو أقل من 5% من عدد الصادرات.
وُقعت اتفاقية إنتاج 100 مليون جرعة من اللقاح في الهند مع مختبرات دكتور ريدي التي طرحت في 11 يناير 2021 بيانات تجربة المرحلة النصفية للمنظمين الهنود وأوصت بالانتقال إلى تجارب المرحلة النهائية. أعلن المركز خططه لبيع 100 مليون جرعة للهند و35 مليونًا لأوزبكستان و32 مليونًا للمكسيك إضافةً إلى 25 مليونًا لكل من نيبال ومصر. أُعطيت الجرعة الأولى من اللقاح في الهند في 14 مايو 2021 في حيدر آباد.
نشرت صحيفة تايمز أوف إنديا في إحدى صفحاتها أن الإنتاج الهندي سيبدأ في أغسطس من عام 2021، ومن المتوقع أن يصل حتى 850 مليون جرعة. من المتوقع أن يصل الإنتاج من إلى 5 ملايين جرعة من العروض الإجمالية الروسية قبل أغسطس.
في مارس من عام 2021، أعلنت غرفة التجارة الروسية الإيطالية أن إيطاليا ستكون أول بلد أوروبي يصنع لقاح كوفيد-19 ثنائي الجرعة بموجب ترخيص، ومن يوليو حتى نهاية 2021، خططت شركة الأدوية الإيطالية السويسرية آيدن التي تتخذ بلدة كابوناغو في إيطاليا مقرًا لها لتصنيع 10 ملايين جرعة. جاء الإعلان في وقت شحت فيه كميات اللقاحات في أوروبا بينما كان سبوتنك 5 قيد المراجعة الدورية من قبل وكالة الأدوية الأوروبية. صرحت السلطات الروسية أنها ستكون قادرةً على تزويد البلدان الأوروبية بخمسين مليون جرعةً من اللقاح بدءًا من يونيو 2021.
في التاسع من مارس 2021، وُقعت اتفاقية بين صندوق الثروة السيادية الروسي المباشر وشركة آيدن الدوائية السويسرية لإنتاج اللقاح في إيطاليا. صرح كيرل ديمتريف رئيس صندوق الاستثمار الروسي المباشر للإعلام الروسي الرسمي أن الصندوق عقد اتفاقيات مع منشآت إنتاج في إسبانيا وفرنسا وألمانيا لتصنيع اللقاح محليًا، لكن بعد عدة أيام تواصلت الشركة الإسبانية مع صندوق الاستثمار الروسي المباشر لتصرح أنها لم تعقد أي اتفاق بعد وأن المفاوضات ما زالت جارية.
لم يُجهز لقاح سبوتنيك 5 المصنع في كوريا الجنوبية للاستعمال المحلي، بل لتصديره نحو روسيا والجزائر والمجر وإيران والإمارات العربية المتحدة. خططت شركة تابعة لشركة «جي إل رافا» لبدء تصنيع 150 مليون جرعة في مايو 2021، وبدأ اتحاد من ثمانية شركات دوائية بقيادة شركة رافا إنتاج 500 مليون جرعة إضافية.
أصبحت الأرجنتين أول دولة في أمريكا اللاتينية تنتج اللقاح، وبدأ الإنتاج على نطاق واسع في يونيو 2021. خططت تركيا لبدء إنتاج لقاح سبوتنك 5 في 2021.

## التاريخ

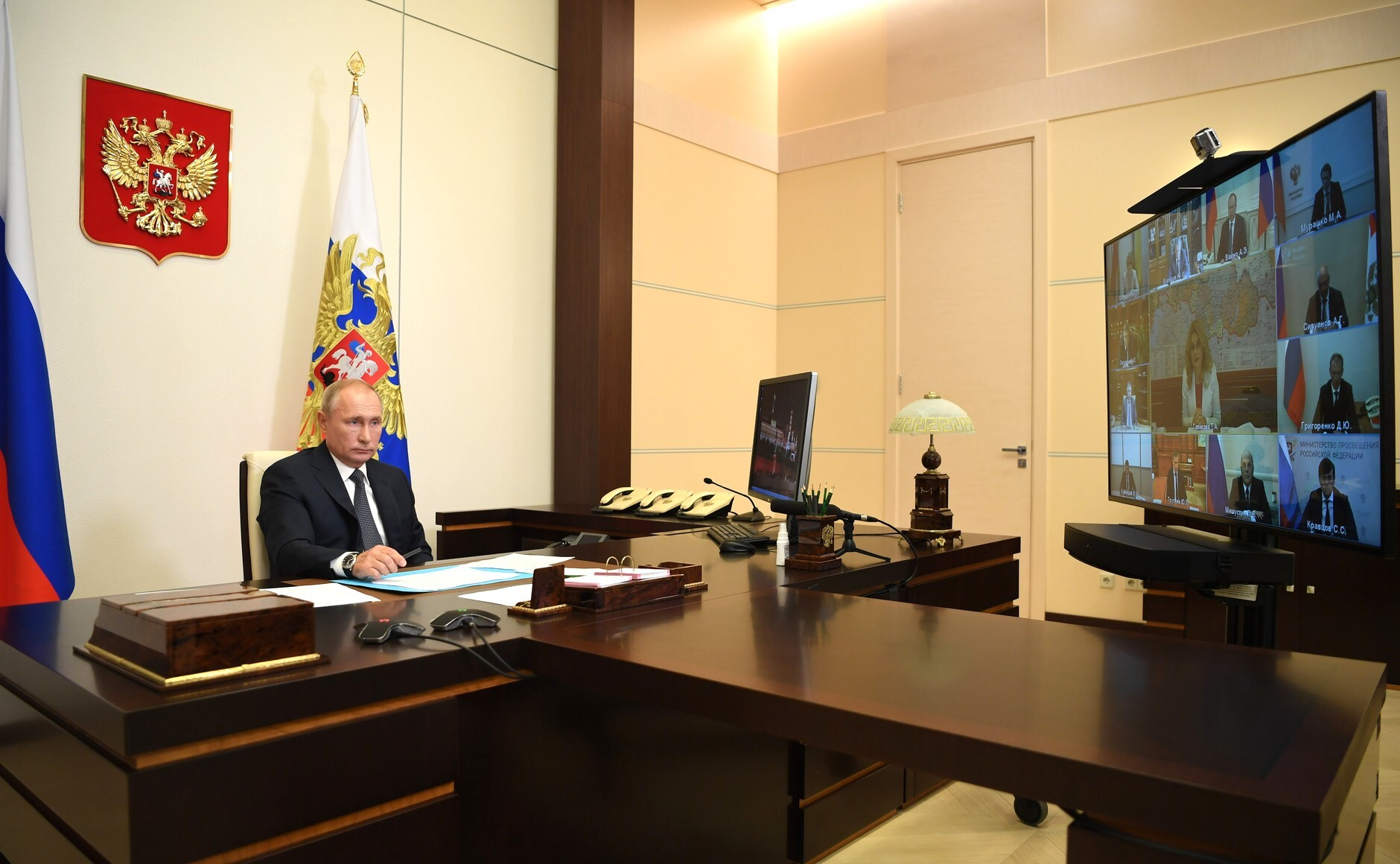
الرئيس الروسي فلاديمير بوتين خلال اجتماعٍ مع أعضاء الحكومة في 11 أغسطس 2020 عبر مؤتمرٍ بالفيديو، حيثُ أعلن تسجيل أول لقاحٍ بالعالم لكوفيد-19.

في مايو 2020، أعلن مركز غاماليا الوطني لأبحاث علوم الأوبئة والأحياء الدقيقة أنه طور اللقاح الذي ليس له أي آثار جانبية.
في 1 أغسطس 2020، قال وزير الصحة الروسي ميخائيل موراشكو للصحفيين إنه «أُعلن عن اكتمال التجربة السريرية».
في 11 أغسطس 2020، أعلن الرئيس الروسي فلاديمير بوتين الموافقة التنظيمية للقاح قبل بدء تجارب المرحلة الثالثة لاختبار السلامة والفعالية. ومن المتوقع أن يبدأ التطعيم الجماعي في روسيا في أكتوبر 2020، وأطلق على اللقاح اسم «سبوتنيك في» المأخوذ من كلمة «سبوتنيك» تيمنًا باسم القمر الصناعي السوفياتي سبوتنك 1، وهو أول مركبة فضائية وضعت في المدار، و«في» تمثل أول حرف من كلمة لقاح في عدة لغات أجنبية. أسفرت الموافقة المبكرة عن دعوات إلى اتباع إرشادات السلامة من الخبراء في روسيا والخارج، حيث أن المرحلة الثالثة لديها فرصة 40٪ فقط للنجاح في اللقاحات التي لم ترعاها الصناعة.

## الوصف
لقاح غاماليا المرشح هو لقاح فيروسي ضد النواقل يعتمد على الفيروس الغدي البشري - فيروس نزلات البرد الشائع - مدمج مع بروتين سبايك من فيروس كورونا المرتبط بالمتلازمة التنفسية الحادة الشديدة النوع 2 لتحفيز الاستجابة المناعية. طُوّر لقاح Gam-COVID-Vac المرشح من قبل نفس المختبرات الحكومية التي طورت ما يُزعم أنه لقاح «فعال ضد فيروس الإيبولا، وكذلك لقاح ضد متلازمة الشرق الأوسط التنفسية».

## إصدارات
- Gam-COVID-Vac Lyo

## ردود الأفعال
- في 10 أغسطس 2020، أفادت وسائل الإعلام أن الرابطة الروسية لمنظمات التجارب السريرية التي تضم عددًا من كبرى شركات الأدوية البيولوجية بما في ذلك باير (ألمانيا) وأسترا زينيكا (المملكة المتحدة) ونوفارتس (سويسرا)، قد قدمت اقتراحًا لتأجيل التسجيل الحكومي للقاح حتى الانتهاء بنجاح من المرحلة الثالثة من العلاج السريري.[51][52]
- الفلبين، أشاد الرئيس الفلبيني رودريغو دوتيرتي بجهود روسيا لتطوير لقاح مضاد لكوفيد 19، وأبدى استعداده للمشاركة في تجربته، قائلًا «يمكنني أن أكون أول من يخضعونه للتجربة». كما أبدى استعداد الفلبين للعمل مع روسيا على تجارب اللقاح وإمداداته وإنتاجه.[53]

### الانتقادات
- صحيفة واشنطن بوست «أن موسكو اعتمدت اللقاح من دون مروره بمراحل الاختبارات اللازمة والنهائية من أجل التأكد من فعاليته وأمانه.»[54]
- صحيفة وول ستريت جورنال «إن الكرملين يضحي بسلامة مواطنيه، مشيرة إلى أن ظروف تطوير اللقاح أثارت مخاوف في موسكو وفي الدول الغربية بشأن سلامة اللقاح.»[54]
- صرح وزير الصحة الألماني ينس شبان «إن اللقاح الروسي لمرض كوفيد-19 لم يختبر على نحو كاف مضيفا أن الهدف هو ابتكار منتج آمن وليس أن يكون بلد ما الأول في توفير لقاح للناس فحسب».[55]

## روابط خارجية
- الموقع الرسمي